# Песня ветра и деревьев
Kaze to Ki no Uta (яп. 風と木の詩, неофиц. рус. — «Песня ветра и деревьев») — японская манга Такэмии Кэйко и одноимённое аниме OVA в жанре яой. Изначально выпускалось Shogakukan в Shojo Comic с 1976 по 1984 год. Манга «Песня ветра и деревьев» рассказывает об отношениях между двумя студентами, Сержем Батулем и Жильбером Кокто, проживающими в интернате Лакомбрад. Сюжет рассматривает как типичные проблемы (например, подросткового возраста), так и более тяжёлые проблемы общества, такие как расизм, гомофобия, педофилия и тд.

## Персонажи
Жильбер Кокто (ジ ル ベ ー ル ・ コ ク ト ー) — Один из главных героев. Возраст: 14—16 лет. При рождении мальчик был отвергнут своими родителями (в частности, его прокляла родная мать), и до 5 лет  он воспитывался слугами без какой либо заботы или привязанности. Первый, кто заинтересовался им из родственников, — дядя Огюст, однако в его интересах было приручить племянника, как питомца. Подвергаясь с ранних лет сексуальному, эмоциональному и физическому насилию, Жильбер вырос асоциальным, циничным и неспособным к социальным взаимодействиям юношей, однако, как бы то ни было, в его характере появилась и такая неоднозначная черта, что не позволила сломать его окончательно — это его гордость. Мальчик привык всегда и за все платить своим телом, хоть и проявляя порой свойственные ему непокорность и своеобразное чувство собственного достоинства. Изначально персонаж был подан как антагонист и агрессор, однако со временем становится понятно, что на самом деле он жертва. Со временем, под влиянием Сержа, Жильбер меняется в лучшую сторону, по крайней мере, пытается. Но, после того, как Серж был вынужден сбежать с Жильбером и начать самостоятельную жизнь во французских трущобах, вдали от недоброжелательных родственников последнего, выяснилось, что Жильбер оказался попросту к ней неспособен в силу своего происхождения и гордого нрава; даже в быту он был совершенно беспомощен, что уж было говорить про поиск работы и иные способы заработка. К тому же, он так и не смог адаптироваться в обществе, несмотря на все старания Сержа. Таким образом, Жильбер был втянут в дурную компанию и снова стал заниматься проституцией, сначала втайне от Сержа, но в конечном итоге это становится очевидным даже для него — после этого он бесконечно корит себя за то, что у него не было лишних глаз и времени, чтобы уследить за Жильбером. Но беда не приходит одна — вскрылся и тот факт, что всё это время он сидел на наркотиках, которыми его накачивали сутенёры для большей сговорчивости. Под влиянием наркотиков Жильбер часто видит галлюцинации, и он, находясь в состоянии бреда и лихорадки, бежит навстречу к карете, думая, что это едет его Огюст, и трагически погибает под её колёсами.
- Сейю: Юко Сасаки

Серж Батуль (セ ル ジ ュ ・ バ ト ゥ ー ル) — Один из главных героев. Возраст: 14—16 лет. Сын французского графа Аслана Батуля и цыганки-кокотки Паивы. Примерно в возрасте 6 лет мальчик осиротел. Серж — наследник графского дома своего отца, от которого мальчику передались музыкальные способности; он с детства играл на фортепьяно, восхищая профессоров и ценителей искусства. Мальчик очень благороден, добр, для него важна мораль и гуманность. Как только Серж познакомился с Жильбером, он крайне заинтересовался  сложной и скандальной личностью нового соседа. С самого детства Сержа оскорбляли за его цвет кожи, из-за этого он всячески пытался показать, что издеваться над кем-то из-за того, что он чем-то отличается от других — неправильно. Поначалу, когда Серж осознал романтическое влечение к Жильберу, он был в смятении, однако в дальнейшем принял свою гомосексуальность.
После смерти Жильбера, Серж долго не мог поверить в это, он долго горевал и оплакивал его. Им овладевает сильная депрессия, парень отстраняется от мира, но смог вернуться к обычной жизни благодаря игре на фортепиано и поддержке своих друзей. В конце, после игры на отцовском фортепиано, он с лёгкой грустью обронил, что он в порядке.
- Сейю: Норико Охара

Огюст Бо (オ ー ギ ュ ス ト ・ ボ ウ) — Главный антагонист. Поэт, дядя Жильбера. Также признает себя и отцом Жильбера, что, по своей сути, является в какой-то степени правдой — именно с ним когда-то и согрешила родная мать Жильбера и жена старшего брата Огюста. Огюст — приёмный сын дома Кокто. В юношестве он множество раз был подвергнут издевательствам и насилию со стороны своего старшего сводного брата, чем и объясняется не только его непримиримое желание отомстить ему, в том числе и через Жильбера, но и его бессердечная жестокость.
- Сейю: Сиодзава Канэто

Жан-Пьер Боннар (ジ ャ ン ・ ピ エ ー ル ・ ボ ナ ー ル) — Известный художник, скульптор и педофил. Когда Жильберу было 9 лет, Бонар похитил и изнасиловал его. У него Жильбер периодически искал любви и ласки после частых ссор с Огюстом, а также желая вызвать у него чувство ревности и гнев — бедный мальчик так хотел почувствовать себя хоть кому-то нужным, чем и пользовался Боннар в своих корыстных целях. В дальнейшем Жильбер прощает его, и их отношения налаживаются.
Паскаль Бике (パ ス カ ル ・ ビ ケ)
Карл Мейзер (カ ー ル ・ マ イ セ)
Арион Розмарин (ア リ オ ー ナ ・ ロ ス マ リ ネ)
Жюль де Фли (ジ ュ ー ル ・ ド ・ フ ェ リ ィ)

## Сюжет
Действие происходит во Франции в конце XIX века. Один из главных героев, Серж Батуль, является сыном французского графа и цыганки. По просьбе своего покойного отца, Серж отправляется в академию Лакомбрад.
По прибытии Серж оказывается соседом Жильбера Кокто по комнате в общежитии. Нового знакомого Сержа, из-за прогулов и половых контактов со старшеклассниками, всячески унижают остальные студенты академии. Из-за постоянных попыток Сержа подружиться или улучшить своего соседа, а также попыток Жильера соблазнить или вовсе расправиться с молодым графом — вскоре образуются очень тяжёлые отношения.
Несмотря на распущенность и жестокость Жильера, он оказывается очень измученным и бедным ребёнком. В истории о детстве Жильбера появляется главный антагонист — его дядя Огюст Бо — уважаемая фигура во французском высшем обществе, который с малых лет манипулирует и издевается над своим юным племянником. Влияние Огюста настолько велико, что несмотря ни на что, до самого конца, Жильбер считает, что влюблён в него.
Спустя время, настойчивые попытки Сержа подружиться с Жильбером обернулись успехом и мальчикам удалось сблизиться. Позже они становятся любовниками. Спустя множество ужасных попыток общества разделить пару, они решаются убежать в Париж, частично повторяя поступок родителей Сержа. Там, какое-то время, они живут как нищие, несмотря на множественные попытки Сержа найти стабильную работу. Пока Серж отсутствует, Жилбер оказывается втянутым в проституцию и был насильно принужден к употреблению тяжёлых наркотиков. Размышляя о прошлом и увидев галлюцинации в виде Огюста, Жилбер бежит под колеса кареты, вследствие чего погибает.
Паскаль и его сестра, разыскавшие убежавшую пару, пытаются утешить бесконечное горе Сержа. Однако всё тщетно до тех пор, пока парень снова не сыграет на рояле отца.